# ويلينغتون دا سيلفا بينتو
ويلينغتون دا سيلفا بينتو (بالبرتغالية: Wellington da Silva Pinto‏) هو لاعب كرة قدم برازيلي، ولد في 30 سبتمبر 1991 في باورو في البرازيل. لعب مع أتلتيكو باراناينسي ونادي بالميراس ونادي بونتي بريتا.

## وصلات خارجية
- ويلينغتون دا سيلفا بينتو على موقع قاعدة بيانات كرة القدم.إي يو (الإنجليزية)
- ويلينغتون دا سيلفا بينتو على موقع Soccerway.com (الإنجليزية)